# Timea stelligera
Timea stelligera är en svampdjursart som först beskrevs av Carter 1882.  Timea stelligera ingår i släktet Timea och familjen Timeidae. Inga underarter finns listade i Catalogue of Life.